# 五條町
五條町（ごじょうちょう）は、1957年まで奈良県宇智郡にあった町。現在の五條市中心部にあたる。

## 歴史
- 1889年（明治22年）4月1日 - 町村制の施行により、五條村、須恵村、新町村、二見村、大島村が合併し、五條町が成立。
- 1957年（昭和32年）10月15日 - 野原町、牧野村、北宇智村、宇智村、阪合部村、大阿太村、南阿太村と新設合併し、五條市が成立。同日五條町消滅。

## 町長
- 山本米三（1953年10月 - 1957年10月）